# إبراهيم ميتي
إبراهيم ميتي (بالإنجليزية: Ibrahim Meite)‏ هو لاعب كرة قدم بريطاني في مركز الهجوم، ولد في 1 يونيو 1996 في Roehampton ‏ في المملكة المتحدة. لعب مع كارديف سيتي.

## وصلات خارجية
- إبراهيم ميتي على موقع قاعدة بيانات كرة القدم.إي يو (الإنجليزية)
- إبراهيم ميتي على موقع قاعدة بيانات كرة القدم.إي يو (الإنجليزية)
- إبراهيم ميتي على موقع Soccerway.com (الإنجليزية)